# 773

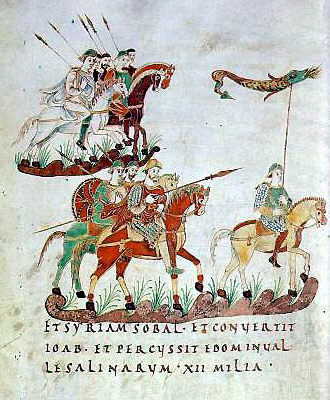
Frankische cavalerie (met maliënkolders)

Het jaar 773 is het 73e jaar in de 8e eeuw volgens de christelijke jaartelling.

## Gebeurtenissen

### Europa
- Zomer – Koning Karel de Grote trekt met zijn oom Bernhard (een zoon van koning Karel Martel) met een Frankisch expeditieleger over de Alpen. Karel trekt over de Mont-Cenis, terwijl Bernhard zijn leger leidt over de Sint-Bernhardpas. In de Susavallei (Noord-Italië) wordt de opmars geblokkeerd door Longobardische fortificaties. Na uitgebreide verkenningen valt Karel de Longobarden vanuit de flank aan en drijft hen op de vlucht. Karel belegert de versterkte Longobardische hoofdstad Ticinum (huidige Pavia) die wordt verdedigd door koning Desiderius. De Franken veroveren de steden Verona en Mortara (Lombardije).
- Saksenoorlog: De Saksen voeren een plunderveldtocht tijdens de afwezigheid van Karel de Grote. Ze heroveren Eresburg (de plaats waar de Irminsul heeft gestaan) en steken de kerk van Lebuïnus in Deventer in brand.

### Brittannië
- Koning Alhred van Northumbria schrijft een brief aan Lullus, aartsbisschop van Mainz, waarin hij zijn hulp vraagt om een goede relatie te bewerkstelligen tussen Northumbria en het Frankische Rijk.

## Overleden
- Lebuïnus, Angelsaksisch missionaris (waarschijnlijke datum)